# Batalla de Usagre
La batalla de Usagre se desarrolló el 25 de mayo de 1811 en Usagre, España, y enfrentó la caballería francesa del general de Latour-Maubourg a la caballería anglo-hispano-portuguesa del mayor general William Lumley. El enfrentamiento terminó con una victoria de los aliados hispano-anglo-portugueses.
El 25 de marzo de 1811, el mariscal Soult, cuyo ejército se batió en retirada como consecuencia de la Batalla de La Albuera, ordenó a la caballería del general Latour-Maubourg enfrentarse a la vanguardia enemiga bajo los órdenes del general Lumley. El encuentro tuvo lugar en el pueblo de Usagre, cuya la topografía fue aprovechada por Lumley para ocultar una parte de sus fuerzas a los franceses. Latour-Maubourg destaca a la brigada Briche sobre el ala izquierda, pero al no tener noticias de sus enviados, se decide a lanzar al ataque a los dragones de Bron de Bailly que consiguieron en un primer momento superar el puente que separa el pueblo de la margen norte, pero fueron derrotados por una carga oportuna de la caballería de Lumley que ocasionó a los franceses importantes pérdidas antes de poder retirarse. Latour-Maubourg se batió en retirada, dando la victoria a los aliados.

## Contexto y preludio

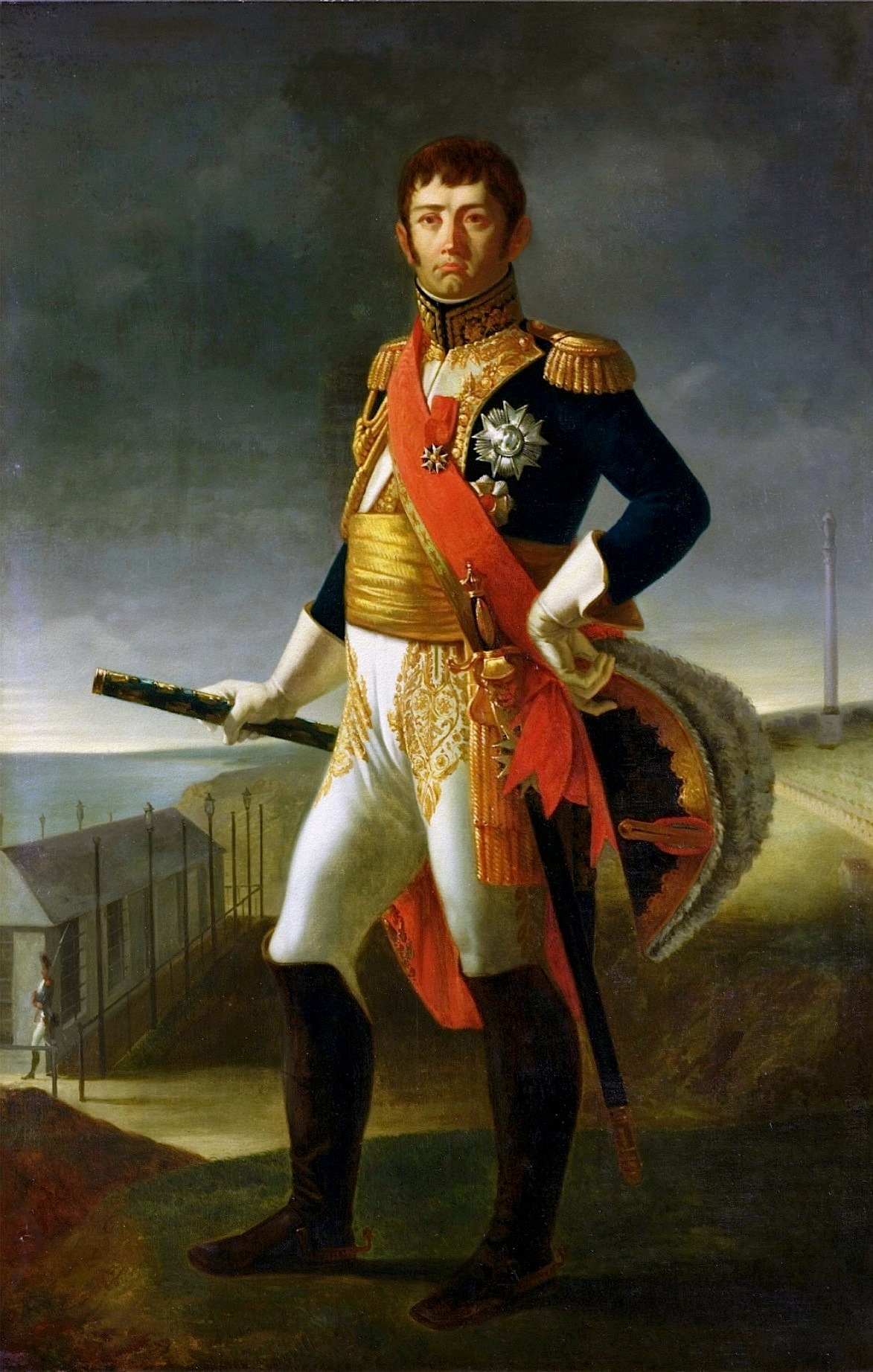
Le maréchal Soult, duc de Dalmatie. Peinture de Louis-Henri de Rudder.

Después de la indecisa pero cruenta batalla de La Albuera, el 16 de mayo de 1811, el mariscal Soult comandante en jefe del ejército francés de Andalucía, decidió batirse en retirada. Su adversario, el general Beresford, con todas sus fuerzas asediando Badajoz, envió una parte de sus tropas en persecución de Soult que se retiraba lentamente hacia Llerena, retrasándole la marcha el gran convoy de heridos de la batalla de La Albuera que llevaba. El 25 de mayo, el mariscal ordenó al general de Latour-Maubourg  marchar hacia Usagre y establecer combate con la vanguardia enemiga con el fin de conocer su fuerza y sus intenciones.
Latour-Maubourg  se puso en camino y llegó a Villagarcía, sobre la zona que ocupaban los destacamentos de caballería española y los persiguió unos ocho kilómetros hasta Usagre. Se encontró entonces frente a un cuerpo de caballería mandado por el major-general William Lumley, que formaba la vanguardia del ejército aliado.

## Topografía del terreno
El pueblo de Usagre se encuentra aproximadamente a 95 km al sudeste de Badajoz, a 75 km de La Albuera y a 20 km de Llerena. El terreno tiene un desnivel bastante suave, comprendido entre 390 y 620 m de altitud, y está atravesado por un arroyo que discurre por un profundo barranco. El pueblo está ubicado sobre la margen sur, entre dos sierrillas de cerros, una al sur y otra al norte del curso de agua. En este lugar, las tropas escondidas detrás de una cresta, no lejos de la margen de río, eran invisibles para los franceses. Estos últimos, para pasar al lado norte del arroyo, ya que este tiene dirección este-oeste,  se vieron obligados de pedir prestado algo que les valiese de puente el cual desembocaba una pequeña garganta, cuyo acceso era un callejón muy estrecho.,

## Fuerzas enfrentadas

### Orden de batalla francesa

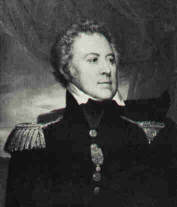
El general de división Victor de Fay de Latour-Maubourg.

División de caballería destinada al ejército del mariscal Jean-de-Dios Soult : comandante en jefe general de división Victor de Fay de Latour-Maubourg: 3000 a 3500 hombres.
Brigada André François Bron de Bailly.
- 4.º regimiento de dragones, coronel Pierre Joseph Farine du Creux
- 20.º regimiento de dragones, coronel Desargus
- 26.º regimiento de dragones, coronel Gabriel Gaspard Achille Adolphe Bernon de Montélégier

Brigada Joseph Bouvier de las Éclaz
- 14.º regimiento de dragones, coronel Denis-Éloi Ludot
- 17.º regimiento de dragones, coronel Frédéric Auguste de Beurmann
- 27.º regimiento de dragones, coronel François Antoine Lallemand

Brigada Gilbert Julian Vinot
- 2.º regimiento de húsares, coronel Vinot
- 27.º régimient de cazadores a caballo, coronel duque Prosper-Louis de Arenberg

Brigada André Louis Elisabeth Marie Briche
- 4 regimientos de cazadores a caballo y de húsares
- Artillería de campaña

### Orden de batalla aliada

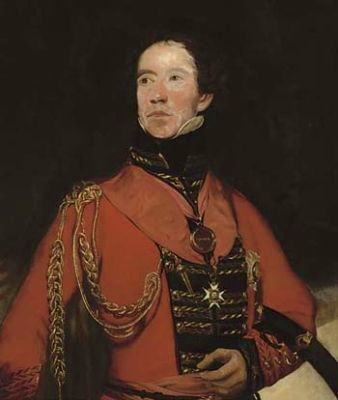
Mayor general William Lumley.

Caballería anglo-hispano-portuguesa : mayor general William Lumley, comandante en jefe — 2280 hombres.
- Caballería británica — 980 sables
- 13th Light Dragoons Regiment
- 3rd Dragoon Guards
- 4th Dragoons
- Caballería portuguesa, brigadiers-generales Madden y Otway — 1000 sables
- Caballería española, comandante de Penne Villemur — 300 sables
- Artillería a caballo, capitán Lefebure

## Desarrollo de la batalla
Después de haber oteado el terreno, el mayor-general Lumley destaca a la caballería portuguesa y al regimiento 13.º dragones ligeros delante de la ciudad, donde se unen a los españoles de Penne Villemur. Sobre el otro margen, observando este movimiento, Latour-Maubourg dispara su artillería. Los escuadrones aliados se repliegan entonces en orden sobre Usagre y se resguardan detrás de un montículo, desde donde pueden vigilar el acceso al pueblo. Lumley, escondido detrás de las alturas, se mantiene en reserva con el 3rd Dragoon Guards y el 4th Dragoons, mientras que los cañones del capitán Lefebure acometen a la contrabatería.

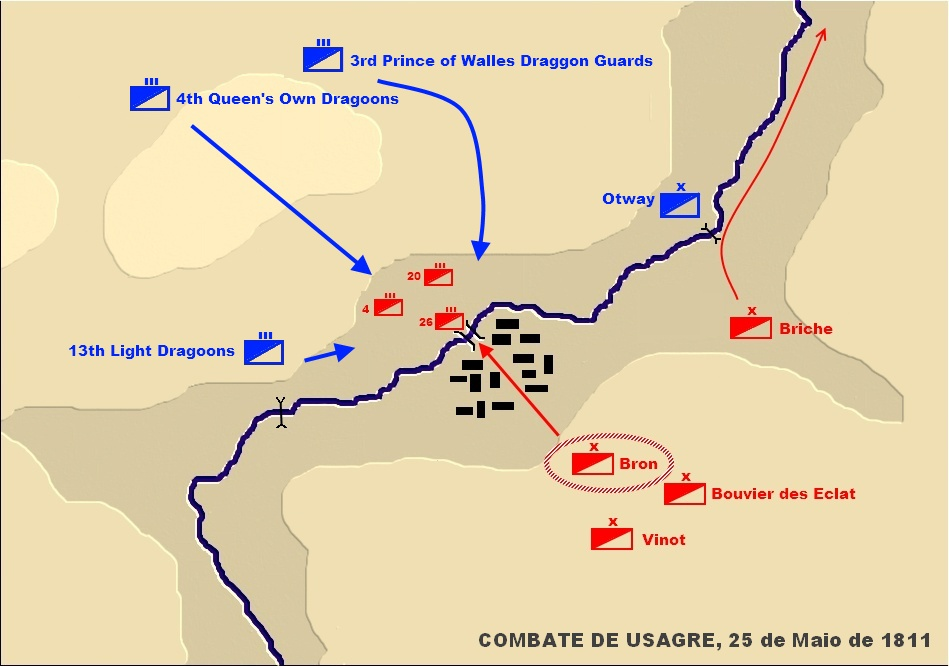
Batalla de Usagre, 25 de mayo de 1811.

No obstante, ante la lentitud de la acción, Latour-Maubourg ordenó al general Briche que rodeara el flanco izquierdo enemigo atravesando el arroyo. Briche partió con su caballería ligera y se presentó ante un vado utilizado poco antes por los Portugueses de Otway que se posicionó cerca de esa zona y se mantuvo atento para atacar a los franceses. Poco deseoso de comprometer el combate, Briche remontó el curso del riachuelo en busca de otro punto de paso, pero no informó a Latour-Maubourg de su situación el cual se impacientó y transmitió finalmente al general Bron de Bailly la orden de atravesar el puente con su brigada de dragones.
Estos entraron en combate y, a pesar del fuego de la batería Lefebure, comenzaron a desplegarse sobre la margen norte. Mientras tanto los Dragoon Guards y el 4.º de Dragoons se encontraron y cargaron juntos contra el flanco del 4.º regimiento de dragones franceses que fue severamente castigado, al igual que el 20.º que llegaba para ayudarlos. Los jinetes de Bron de Bailly intentaron atravesar el puente, pero lo impidió la llegada del 26.º de dragones que vino en su apoyo; en la confusión, numerosos soldados franceses saltaron desde el puente al río con el fin de alcanzar la margen sur.
Latour-Maubourg llegó a tiempo para comprobar el avance de los británicos y ordenó a una de sus unidades que ocuparan las casas a lo largo de la margen para realizar un bombardeo. Los franceses abandonaron el campo de batalla, donde dejaron un gran número de caballos en manos de sus adversarios.

## Bajas y pérdidas
La caballería francesa, sobre un efectivo inicial de aproximadamente 3000 sables, perdió 250 muertos o heridos y 80 prisioneros, entre los cuales estaba el coronel Farine del 4.º régiment de dragones. El historiador John William Fortescue comenta que las estimaciones varían de una fuente a la otra: mandándolo Picard, en su labor sobre la caballería revolucionaria e imperial, da la cifra de 170 muertos o heridos y 80 prisioneros, mientras que el general Lumley indica la captura 78 soldados franceses. El histórico del 3.º Dragoon Guards de Richard Cannon mencionó con respecto a ello la baja de 96 suboficiales y dragones franceses capturados, sin contar los oficiales.
Los británicos tuvieron por su parte menos de una veintena de muertos o heridos.